# Loma del Campo
Loma del Campo es un barrio periférico perteneciente al distrito de Campanillas de la ciudad andaluza de Málaga, España. Según la delimitación oficial del ayuntamiento, limita al este con los terrenos de Miranda y al sur, con el barrio de Santa Rosalía. Al oeste y el norte se exienden terrenos no urbanizados de campos y huertas. Es el último barrio de Málaga antes de pasar al término municipal de Cártama.

## Transporte
En autobús queda conectado mediante las siguientes líneas de la EMT: 
| Línea | Trayecto                         | Recorrido | Frecuencia    |
| ----- | -------------------------------- | --------- | ------------- |
| 25    | Paseo del Parque - Santa Rosalía | Recorrido | 13-17 minutos |